# Junior Ngaluafe
Nelson Spartacus Junior Ngaluafe (24 novembre 1991) è un rugbista a 15 e rugbista a 7 neozelandese, attivo nel ruolo di estremo e internazionale a 7 per la Nuova Zelanda.

## Biografia
Nelson Spartacus Junior nasce in Nuova Zelanda; si forma rugbisticamente nel club Star, giocando a livello provinciale per Southland nel National Provincial Championship fino al 2017.
Nel 2016 viene selezionato con la Nazionale seven neozelandese per disputare il torneo South Africa Sevens a Città del Capo del circuito internazionale World Rugby Sevens Series, piazzandosi in terza posizione.
Nel dicembre 2017 arriva in Italia sponda Fiamme Oro, con cui disputa una stagione di Eccellenza. Nel 2018 una breve parentesi in Australia a West Harbour in Shute Shield, prima di 
fare ritorno in Italia al Valorugby Emilia.

## Palmarès

### Rugby a 15
- Coppe Italia: 1
Valorugby Emilia: 2018-19

### Rugby a 7
- South Africa Sevens
 Bronzo: 2016